# Mauritz Sahlin (företagsledare)
Mauritz Sahlin, född 14 juni 1935 i Karlskoga, död 1 januari 2025 i Göteborg, var en svensk företagsledare.
Sahlin utexaminerades från KTH 1960. Han var anställd vid Bulten Kanthal 1960–1972 och började sedan vid SKF. Han var 1973–1979 verkställande direktör för SKF i Tyskland och 1985–1995 verkställande direktör och koncernchef för SKF.
Han invaldes 1991 som ledamot av Ingenjörsvetenskapsakademien.